# Relations entre le Brésil et Cuba
Les relations entre le Brésil et Cuba sont les relations diplomatiques entre la république fédérative du Brésil et la république de Cuba.

## Histoire
Après le coup d'État brésilien de 1964, le régime militaire brésilien a rompu les relations diplomatiques avec Cuba, qui n'ont été rétablies qu'après la redémocratisation du Brésil en 1986.